# Tachygyna vancouverana
Tachygyna vancouverana är en spindelart som beskrevs av Chamberlin och Ivie 1939. Tachygyna vancouverana ingår i släktet Tachygyna och familjen täckvävarspindlar. Artens utbredningsområde är USA och Kanada. Inga underarter finns listade i Catalogue of Life.